# Henri Pajon
Henri Pajon (* ?; † 1776) war ein französischer Jurist, der schon früh eine erfolgreiche Karriere als Autor von Märchen machte. Er schrieb mehrere Märchen, darunter Eritzine & Parelin (1744), L’Enchanteur, ou la bague de puissance.
Er ist als einer der Autoren in der Sammlung Cabinet des fées in Erinnerung, worin sein orientalisches Märchen Nourjahad Aufnahme fand. Seine Histoire du prince Soly, surnommé Prenany, et de la princesse Feslée (1750) ist in der Sammlung Voyages imaginaires, songes, visions et romans cabalistiques (Band 25) enthalten.
In Band 37 von Cabinet des fées ist eine Notiz über den Autor enthalten, sie beginnt mit den Worten:

„PAJON (Henri), avocat en Parlement, mort en 1776; il avoit été prêtre de l'Oratoire. Il est auteur de Contes nouveaux & Nouvelles nouvelles, 1753 […]“

## Werke (Auswahl)
- Histoire du prince Soly 1740 (2 Bände)
- Histoire des fils d’Hali-Bassa 1761
- Histoire du roi Splendide
- Essai de poème sur l’Esprit

- Eritzine & Parelin (1744)
- L’Enchanteur, ou la bague de puissance
- Contes nouveaux et nouvelles nouvelles en vers (1753)